# 急いで!初恋
「急いで ! 初恋」（いそいで はつこい）は、1982年4月21日に発売された早見優のデビュー・シングル。発売元はトーラスレコード。

## 背景
表題曲「急いで ! 初恋」は、早見自身が出演した資生堂 ″バスボン ヘアコロンシャンプー・リンス″ のCMソングとして使用された。英語詞部分の発音についてはディレクターと意見の相違があり、早見は当初ネイティブな発音で歌ったが、「もっとみんなにわかるように、カタカナ英語で歌って」と言われて渋々歌い直したという。早見は最終的にどちらが使われるのか気掛かりだったが、最終的に自身の希望どおりに最初に歌ったネイティブな発音によるテイクが残っていて安堵したと振り返っている。以降、聞き取りやすい発音にしたり、逆にこだわってネイティブにしたり、臨機応変に歌うようになったと話している。
シングルレコードには、同年4月から7月までのカレンダーと早見本人の直筆によるメッセージが印刷されたカードが添付された。
なお、早見がアイドル歌手としてデビューした当時のキャッチコピーでは「ハワイから来たバイリンガール」と称された。
2019年にはdelaがこの曲をカバーした。

## 収録曲
1. 急いで ! 初恋 (3分18秒)
作詞：松本一起／作曲：小杉保夫／編曲：大谷和夫
2. 潮風の予感 (3分14秒)
作詞：窪田万梨／作曲・編曲：馬飼野康二